# Elvis in Concert
Elvis in Concert (с англ. — «Элвис на концерте») — шестой концертный альбом американского певца Элвиса Пресли, также являющийся саундтреком к одноимённому телеконцерту, записанному в июне 1977 года (трансляция прошла в октябре). Этой пластинкой обычно закрывают прижизненную дискографию Элвиса Пресли, несмотря на то что альбом вышел в 1977 году, через полтора месяца после смерти певца. Именно факт смерти повлиял как на решение выпустить данный альбом, так и на его успех: Elvis in Concert занял 5-е место в американском хит-параде и достиг трижды платинового статуса.

## Обзор
Несмотря на ухудшение здоровья и общую апатию, Элвис Пресли в первой половине 1977 года давал один концерт за другим. Качество выступлений целиком зависело от настроения певца, состояния его здоровья, а также медикаментов. В такой обстановке менеджер Пресли полковник Том Паркер решил сделать ещё одно телешоу с участием певца: два предыдущих телеконцерта 1968 и 1973 гг. были большим успехом и получили множество похвал; кроме того расчёт был на то, что это пробудит в Пресли интерес к музыке как таковой.
Запись телеконцерта была назначена в рамках турне Пресли по Среднему Западу в июне 1977 года. Съёмки концерта 19 июня в Омахе были разочаровывающими: выступление было вялым. Более-менее компенсировало его выступление в Рапид-Сити 21 июня, на котором Пресли был явно в хорошем настроении и полон энергии. Кадры телеплёнки обнажали то, что Пресли и его окружение пытались скрыть от общественности: певец был не в лучшей своей форме. Скорее всего эти выступления не увидели бы свет, если бы не последовавшая вскоре смерть Пресли.
В итоге телеконцерт, транслировавшийся лишь однажды — 3 октября 1977 года, — был смонтирован из двух записей в такой последовательности, чтобы создавалось впечатление цельного выступления, разбитого, тем не менее, на фрагменты, которые соединены между собою короткими комментариями поклонников певца; в конце было дано сообщение от Вернона Пресли.
Альбом состоит из двух пластинок: первая в точности повторяет программу телеконцерта; вторая представляет подборку песен с двух записанных в рамках проекта концертов. По каким-то причинам, в него не была включена «Unchained Melody», которая увидела свет лишь в 1991 году в рамках видеосборника и параллельного ему альбома.

## Список композиций
1. Elvis Fans Comments
2. Opening Riff: Also Sprach Zarathustra
3. See See Rider
4. That’s All Right
5. Are You Lonesome Tonight?
6. Teddy Bear / Don’t Be Cruel
7. Elvis Fans Comments
8. You Gave Me a Mountain
9. Jailhouse Rock
10. Elvis Fans Comments
11. How Great Thou Art
12. Elvis Fans Comments
13. I Really Don’t Want to Know
14. Elvis Introduces His Father
15. Hurt
16. Hound Dog
17. My Way
18. Can’t Help Falling in Love
19. Closing Riff
20. Special Message from Elvis’ Father
21. I Got a Woman / Amen
22. Elvis Talks
23. Love Me
24. If You Love Me (Let Me Know)
25. 'O Sole Mio / It’s Now or Never
26. Tryin' To Get To You
27. Hawaiian Wedding Song
28. Fairytale
29. Little Sister
30. Early Mornin’ Rain
31. What’d I Say
32. Johnny B. Goode
33. And I Love You So

Форматы: грампластинка (x2), аудиокассета, компакт-диск.

## Альбомные синглы
- My Way / America the Beautiful (октябрь 1977; #22)